# Ignacio Cervantes
Ignacio Cervantes Kawanagh (L'Havana, 31 de juliol de 1847 - L'Havana, 29 d'abril de 1905) va ser un pianista i compositor cubà. Es considera un dels compositors més importants de la història de Cuba. Juntament amb Manuel Saumell van ser els primers a escriure música amb identitat i nacionalitat cubana.

## Biografia

### Primers anys (1847 - 1870)
Cervantes va tenir la sort de néixer en una família adinerada i benestant de la capital cubana. El seu pare va arribar a ser alcalde major de San Antonio de los Baños i també secretari de la Universitat. Va ser el seu primer professor. Sota la tutela del seu progenitor va aprendre els 50 estudis per a piano de Johann Baptist Cramer i als set anys va sorprendre Luis Moreau Gottschalk quan el va sentir tocar. Tan grans van ser els elogis que van convèncer a la família perquè Cervantes continués seriosament amb els seus estudis musicals. Els van continuar amb el mateix Gottschalk (primer compositor que va reconèixer la riquesa dels ritmes cubans i que va utilitzar percussió afrocubana en partitures simfòniques) i també amb Nicolás Ruiz Espadero, el professor cubà més car i més reconegut en aquells temps, amb el qual va aprendre les obres de grans compositors tals com Friedrich Kalkbrenner, John Cramer, Muzio Clementi, Ignaz Moscheles, Jan Ladislav Dussek, abans d'introduir-lo en els autors clàssics i romàntics. Als dotze anys ja havia escrit la seva primer contradansa, La solitaria, dedicada a la seva mare.
L'any 1865, amb divuit anys, és acceptat al conservatori de París, on va rebre classes per part de Jean-François Marmontel i de Charles-Valentin Alkan. Un any després guanya el primer premi extraordinari de piano gràcies a la seva interpretació del Cinquè concert d'Henri Herz. També guanya premis d'harmonia (1867) i de fuga i contrapunt (1868). Fins i tot es va presentar per competir per al Prix de Rome (Premi de Roma) però la seva condició d'estranger va fer que no fos possible escollir-lo com a guanyador. Tot i això aquest fet ens indica la seguretat que tenia de si mateix el jove pianista.
Era un músic de formació francess i durant aquests anys va mantenir bones amistats amb compositors com Liszt i Rossini, als sopars del qual Cervantes era convidat. En una ocasió, a casa de Rossini, que va viure a París des del 1829 fins a la seva mort, el mateix compositor va demanar a Cervantes que l'acompanyés a una habitació privada. Esperant que el mestre italià li ensenyaria alguna partitura, es va sorprendre molt quan aquest va obrir un armari gegant que contenia una immensa col·lecció de perruques. Tanta era la confiança que Rossini li va dir: "Són les que he utilitzat tota la meva vida, però no ho expliquis a ningú".
Orlando Martinez, un dels biògrafs de Cervantes, explica una anècdota relacionada amb Liszt. El compositor cubà vivia en el mateix edifici d'apartament que la princesa Czartorisky, gran amiga del compositor hongarès. Un tarda, Liszt va escoltar algú tocant el piano i preguntant-se qui era que estava tocant tan bé, va decidir picar a la porta. Cervantes es va quedar parat de veure el mestre al llindar de casa seva. Liszt li va preguntar si es podia quedar una estona a escoltar. " Toques tan bé que no m'he pogut resistir a saber qui erets" se suposa que va dir.
Després d'una breu estada a Madrid l'any 1869 i de l'èxit i prometedora carrera que tenia a Europa, Cervantes va decidir tornar a l'Havana, i va arribar-hi el 6 de gener de l'any 1870.

### Cuba i exilis (1870 - 1898)
Esbalaïdor va ser el canvi experimentat per l'artista: com comparar l'ambient musical de l'Havana colonial amb els de les grans capitals europees! L'òpera tenia admiradors entusiastes, però els concerts de música simfònica i els recitals eren escassos. Ignacio Cervantes va lluitar per revifar aquest ambient decaigut i pobre. No va perdre la tenacitat. Va fer recitals amb programes que incloïen sonates de Beethoven, preludis i fugues de Bach, obres de Chopin […] així com obres de Mendelssohn, Schumann, Liszt..., va escriure el professor Salvador Bueno
Durant els primers anys d'aquesta nova etapa, Cervantes feia concerts en esglésies i societats filharmòniques. Cap a l'any 1872 però, tot i que el músic també donava classes, la seva situació econòmica no devia ser del tot còmode, a jutjar per una carta que va escriure al seu pare en la qual li demanava permís per casar-se i també li demanava que li fessin lloc a la casa familiar a la seva futura esposa, ja que els hagués estat impossible instal·lar-se pel seu compte. Al desembre d'aquell mateix any es va acabar celebrant la boda. La seva dona, Maria Amparo Sánchez Richeaux li donaria posteriorment catorze fills. Sempre en to de broma, Cervantes havia dit que aspirava a crear una orquestra simfònica amb la seva descendència.
Però hi havia coses en aquella època que preocupaven molt més al compositor. Des de l'any 1868, els cubans estaven lluitant per la seva independència (Guerra dels deu anys). Mentres alguns compositors s'agenollaven davant les autoritats espanyoles i els entregaven contradanses escrites glorificant els "voluntaris" (milícia procolonial famosa per la seva brutalitat), Cervantes romania callat. L'any 1875 va ser cridat urgentment pel Capità General, el qual l'admirava:
"Ignacio Cervantes... Ara ja estem segurs que tots els diners que vostè guanya en els seus concerts acaba en mans dels revoltats. Marxi abans que em vegi obligat a posar-lo a la presó!... On vol anar?
"Als Estats Units" va dir el músic. "És el país que queda més a prop de Cuba i allà puc continuar fent el que estava fent aquí.
Sorprès, el capità el va deixar marxar. Cervantes va marxar, juntament amb el violinista José White, cap als Estats Units, on va viure quatre anys fent concerts. La seva situació econòmica i artística eren immillorables l'any 1879, mateix any en què es va assabentar que el seu pare estava molt malalt. Per altra banda, la Guerra dels Deu Anys s'havia acabat, gràcies al Conveni de Zanjón. Cervantes, que sempre havia estat molt proper al seu pare, el qual mai s'havia oposat als somnis i a la carrera que ell volia fer, va decidir tornar a Cuba, a temps per acompanyar al seu pare en el moment de la seva mort.
Durant aquesta segona etapa a la seva ciutat natal, Cervantes va continuar fent concerts, en llocs tan emblemàtics com el Liceo de Guanabacoa, La Caridad del Cerro i el Círculo Habanero. També comença a dirigir orquestres com les de Payret (Prado i San Martín) San José, Habana Vieja i Tacón i es consolida com a gran pedagog en formar deixebles que posteriorment es convertirien en músics importants en la història cubana, com per exemple Eduardo Sánchez de Fuentes.
L'any 1895, quan va començar la Guerra d'Independència Cubana, Cervantes va tornar a fugir dels horrors del conflicte i del bloqueig que patia el país i es va dirigir cap a Mèxic, on el van rebre amb tots els honors. El president (o dictador) Porfírio Díaz el va protegir i el va convèncer per quedar-se al país. Tot i això, l'any 1898, un cop la guerra es va  haver acabat, el compositor, que sempre s'havia sentit molt cubà tant en la seva vida com en les seves obres, va tornar a casa seva. Va fer un últim viatge l'any 1902, a l'exposició universal de Charleston com a ambaixador de la música cubana.

### Mort estranya
Ignacio Cervantes va morir l'any 1905, segons es diu va ser degut a "un estrany estovament de la massa encefàlica, amb perforació de la volta cranial, causat, segons l'opinió d'alguns metges, pel seu hàbit d'escriure música durant la nit, en una foscor gairebé completa"

## Producció i llegat musical
Cervantes va començar la creació de les seves obres des de molt jove. Destaquen sobretot les següents.
- Les Sarsueles Los saltimbanquis (1899) i El Submarino Peral (1899). Amb textos de Carlos Ciaño i Suárez Inclán, respectivament.
- Els valsos Hectograph i La Paloma, concebuts per orquestra.
- La seva única simfonia. La Simfonia en C (1879). En realitat no es tracta d'una simfonia tal com entenem el concepte, és més una obertura orquestral en tres parts, amb una part central molt elaborada: Allegro maestoso, Andante tranquilo, Allegro vivace[1]
- Scherzo capriccioso (1886), considerada la partitura millor orquestrada de tot el segle xix a Cuba.
- La seva òpera inacabada Maledetto (1895), erròniament etiquetada com a sarsuela. Es tracta d'una òpera còmica (copiada de la opéra comique francesa) en tres actes, amb una trama molt tràgica, basada en un fet històric del Regnat de Carlos I. Text de Fernando Da Costa.[5]

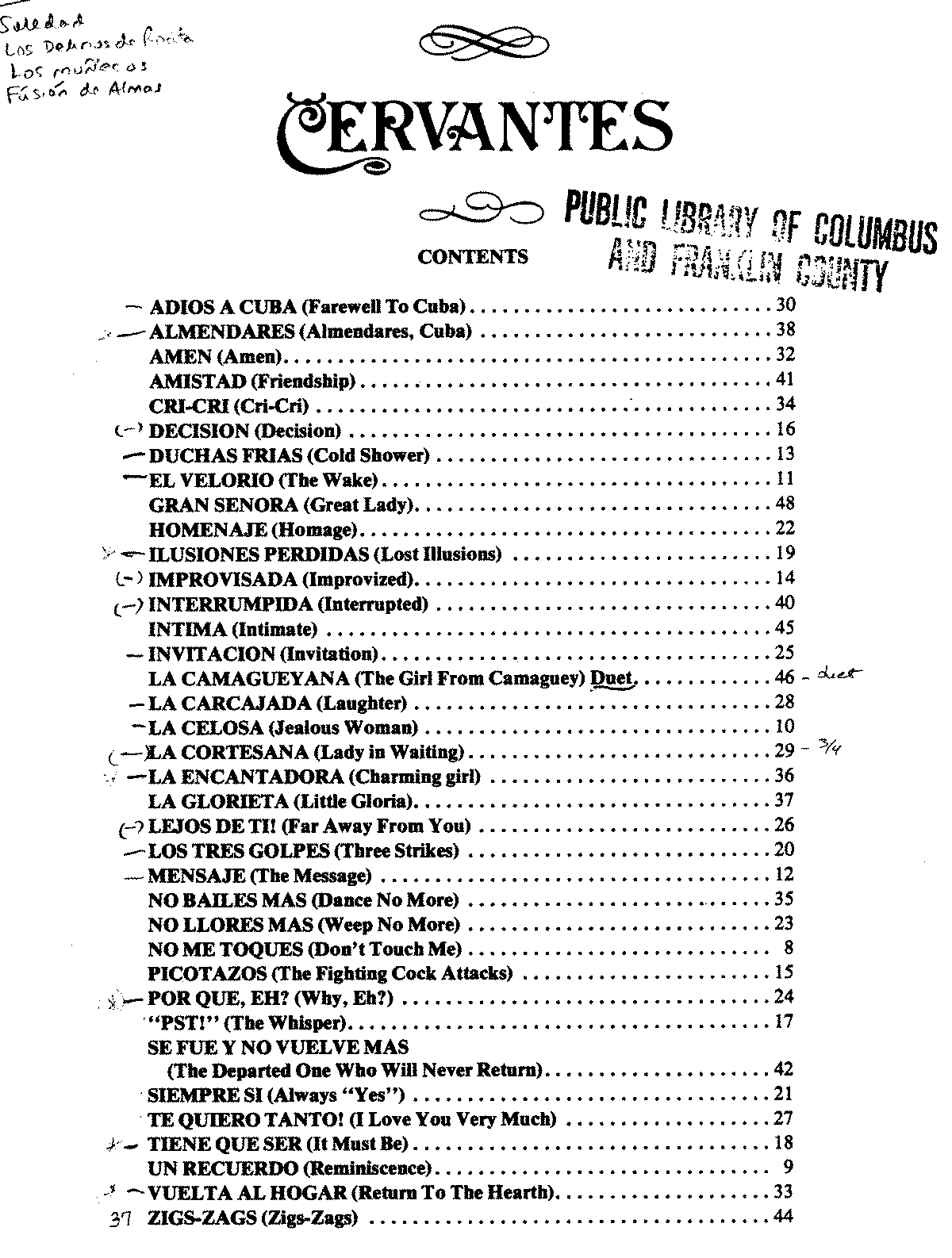
Índex de 37 de les 41 Danzas Cubanas

Però segurament, l'obra més coneguda i celebrada d'Ignacio Cervantes són les quaranta-una Danzas Cubanas que va escriure entre els anys 1875 i 1895, ja que s'hi recull l'essència d'allò purament cubà, la utilització dels ritmes típics de la música cubana (incloent-hi el cinquillo cubà) amb un tractament del piano més complex, ja que s'abracen tots els seus registres. És significatiu destacar el contrapunt que s'estableix entre les dues mans, de manera que el baix que apareix amb freqüència en el registre greu es desenvolupa com una melodia més que a vegades acaba fins i tot subsituïnt la veu superior. Adiós a Cuba, Los delirios de Rosita, los muñecos, Picotazos, No bailes más... són algunes de les famoses. A més a més, es tracta de l'obra de Cervantes que més representa aquest nacionalisme musical cubà iniciat per Manuel Saumell.
La seva influència en la música cubana es compara amb la importància que van tenir les Danses Norueges d'Edvard Grieg i les Danses Eslavas d'Antonín Dvořák en la música dels seus respectius països.
Ignacio Cervantes en definitiva, se'l continua considerant com un dels millors intèrprets i compositors de la història de la música cubana.